# Open de Bretagne
De Open de Bretagne is een golftoernooi van de Challenge Tour. Bij de start in 2004 was het toernooi onderdeel van de Alps Tour. Sinds 2007 wordt de Open de Bretagne gespeeld in het kader van de Challenge Tour.
Het toernooi wordt gespeeld op de Golf Blue Green de Pléneuf Val André in Le Val André. 
| Jaar                                   | Winnaar                       | Score                         | Score                         | Informatie                                                    |
| -------------------------------------- | ----------------------------- | ----------------------------- | ----------------------------- | ------------------------------------------------------------- |
| 2004                                   | Julien Millet                 | 272                           | -16                           |                                                               |
| 2005                                   | Nicolas Joakimides            | 278                           | -10                           |                                                               |
| 2006                                   | Julien Xanthopoulos           | 275                           | -13                           |                                                               |
| AGF Open de Bretagne                   |                               |                               |                               |                                                               |
| 2007                                   | Peter Baker po                | 267                           | -13                           | na play-off tegen Ross McGowan                                |
| 2008                                   | Joakim Haeggman               | 275                           | -5                            |                                                               |
| Allianz Open Côtes d'Armor Bretagne    |                               |                               |                               |                                                               |
| 2009                                   | Lee S. James po               | 274                           | -6                            | na play-off tegen Florian Fritsch                             |
| 2010                                   | Sam Walker                    | 272                           | -8                            |                                                               |
| 2011                                   | Phillip Archer                | 273                           | -7                            | baanrecord van 61 tijdens ronde 3                             |
| 2012                                   | Eddie Pepperell               | 271                           | -17                           |                                                               |
| Open Blue Green Côtes d'Armor Bretagne |                               |                               |                               |                                                               |
| 2013                                   | Andrea Pavan                  | 269                           | -11                           |                                                               |
| 2014                                   | Benjamin Hébert               | 265                           | - 15                          |                                                               |
| Cordon Golf Open                       |                               |                               |                               |                                                               |
| 2015                                   | Scott Arnold                  | 271                           | -9                            |                                                               |
| 2016                                   | Álvaro Velasco                | 268                           | - 12                          |                                                               |
| 2017                                   | Birgir Hafþórsson             | 192                           | -18                           | Toernooi stopgezet na 54 holes als gevolg van hevige regenval |
| 2018                                   | Jack Singh Brar               | 265                           | - 15                          |                                                               |
| Open de Bretagne                       |                               |                               |                               |                                                               |
| 2019                                   | Sebastian Heisele             | 267                           | - 13                          |                                                               |
| 2020                                   | Afgelast omwille van COVID-19 | Afgelast omwille van COVID-19 | Afgelast omwille van COVID-19 |                                                               |
| 2021                                   | Julien Brun                   | 267                           | - 13                          |                                                               |
| Blot Open de Bretagne                  |                               |                               |                               |                                                               |
| 2022                                   | Alfie Plant                   | 269                           | - 11                          |                                                               |
| 2023                                   | Stuart Manley                 | 271                           | - 9                           |                                                               |